# مطار مالابو
مطار مالابو الدولي (بالإسبانية: Aeropuerto de Malabo) (إياتا: SSG، إيكاو: FGSL) هو مطار يخدم مالابو عاصمة غينيا الإستوائية.

## شركات الطيران والوجهات

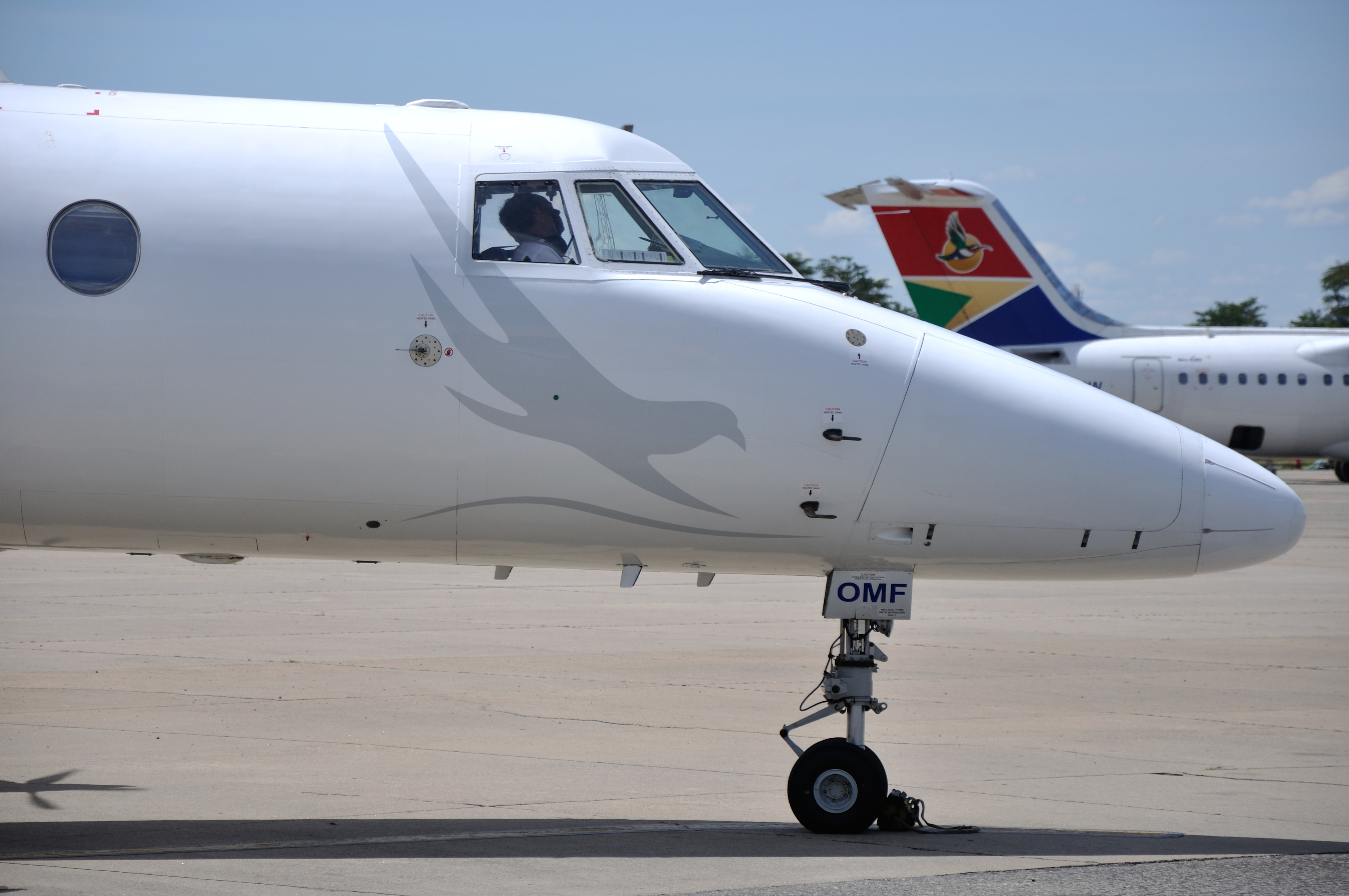
Malabo International Airport، April 2013

| شركـات طيـران            | الوجهات |
| ------------------------ | --- |
| الخطوط الجوية الفرنسية   | مطار دوالا الدولي، مطار باريس شارل ديغول |
| سيبا إنتركونتيننتال      | مطار أبيدجان الدولي، مطار أنوبون، Bata، مطار مايا مايا، مطار كوتونو، مطار بليز دياغني الدولي، مطار دوالا الدولي، مطار ليون مبا الدولي، مطار لومي، مطار مدريد باراخاس الدولي، مطار بوانت نوار، مطار ساو تومي |
| Cronos Airlines          | Bata، مطار كوتونو، مطار دوالا الدولي، مطار مورتالا محمد الدولي، مطار بورت هاركورت الدولي |
| الخطوط الجوية الإثيوبية  | مطار أديس أبابا بولي الدولي، مطار دوالا الدولي |
| لوفتهانزا                | مطار فرانكفورت، مطار مورتالا محمد الدولي |
| Plus Ultra Líneas Aéreas | مطار مدريد باراخاس الدولي |
| الخطوط الملكية المغربية  | مطار محمد الخامس الدولي، مطار ليون مبا الدولي |
| الخطوط الجوية التركية    | مطار إسطنبول الدولي، مطار بورت هاركورت الدولي |